# Roberto Benigni
Roberto Remigio Benigni (Manciano La Misericordia, 27 ottobre 1952) è un attore, comico, regista, sceneggiatore e cantautore italiano.
Esordendo come popolare monologhista teatrale, dalla comicità ironica e dissacrante, nel tempo è diventato personaggio pubblico tra i più conosciuti e apprezzati in Italia e nel mondo. Le sue interpretazioni cinematografiche e le sue apparizioni televisive mettono in scena un carattere gioioso e irruente, facendo leva, in queste ultime, sulla sovversione del clima dei programmi di cui è ospite. Fra i numerosi riconoscimenti vale ricordare l'Oscar al miglior attore, conseguito nel 1999 per l'interpretazione nel film (da lui stesso diretto) La vita è bella, pellicola che ha ricevuto anche l'Oscar al miglior film straniero. È stato l'unico interprete maschile italiano a ricevere il Premio Oscar al miglior attore recitando nel ruolo principale in un film in lingua straniera (preceduto da Anna Magnani nel 1956 e da Sophia Loren nel 1962). Nel 2021 ha ricevuto alla Mostra del cinema di Venezia Il Leone d'oro alla carriera.
Benigni si è impegnato come lettore, interprete a memoria e commentatore della Divina Commedia di Dante Alighieri. Nelle vesti di divulgatore ha, inoltre, recitato il Canto degli Italiani, i principi fondamentali della Costituzione della Repubblica Italiana e i dieci comandamenti biblici ricevendo consensi di pubblico e critica.

## Biografia
Nasce il 27 ottobre 1952 a Manciano La Misericordia, frazione di Castiglion Fiorentino (AR), da Luigi Benigni (1919-2004) e Isolina Papini (1919-2004), entrambi contadini. Roberto è il più giovane dopo le sorelle Bruna (1945), Albertina (1947) e Anna (1948). Di carattere allegro ed espansivo sin da giovanissimo, si trasferisce nel 1958 con tutta la famiglia a Prato, prima nella frazione di Galciana e poi in seguito in quella di Vergaio, dove ha continuato a risiedere la sua famiglia di origine.
Iscritto dapprima in un seminario fiorentino, lo abbandona, dopo l'alluvione del 4 novembre 1966, per compiere gli studi secondari nell'istituto tecnico commerciale Datini di Prato, conseguendo il diploma di ragioniere. La sua vera grande passione è però lo spettacolo. Nel 1983, durante le riprese di Tu mi turbi, conosce l'attrice Nicoletta Braschi, che diventerà sua moglie il 26 dicembre 1991 con una cerimonia privata nel convento di clausura delle suore cappuccine di via Pacchioni a Cesena, città natale di lei. Da quel momento l'attrice sarà presente in tutti i film diretti dal marito.

## Carriera

### Prime esperienze

Roberto Benigni al caffè di Firenze nel 1976

Dopo avere cominciato come cantante e musicista, non ancora ventenne debutta sul palcoscenico nel dicembre del 1971 al Teatro Metastasio di Prato, con lo spettacolo Il re nudo di Evgenij L'vovič Švarc, diretto da Paolo Magelli. A Firenze fa la conoscenza fondamentale di Luigi Delli, Carlo Monni e Donato Sannini, che successivamente lo presentano a Marco Messeri, con il quale si avvia verso forme di spettacolo comico d'avanguardia, di scherzo popolare da strada. Negli anni 1970 il duo porta in scena vari spettacoli (Bertoldo Azzurro, Mi Voglio Rovinare, Pa ra pa pà, Scherzo di Mano. etc.) scritti e diretti da Messeri e, nell'autunno del 1972, i due si trasferiscono a Roma.
Qui Benigni collabora anche con Lucia Poli nella compagnia Beat '72 nel Teatro dei Satiri e nel Teatro San Genesio, partecipando a numerosi spettacoli; di alcuni cura anche la regia. Nel 1975 ha un incontro fondamentale per la sua carriera, con Giuseppe Bertolucci, che scrive per lui il monologo Cioni Mario di Gaspare fu Giulia, che ottiene grandissimo successo dapprima al Teatro Alberico di Roma e portato poi su tutti i palcoscenici italiani.
Il personaggio di contadino toscano che egli delinea, in gran parte autobiografico, contiene già l'ambivalenza che caratterizza anche in seguito le sue interpretazioni: da un lato, una smisurata esuberanza gestuale e soprattutto verbale, che ricorre volentieri all'eloquio plebeo e all'aperta irriverenza verso qualsiasi forma di autorità; dall'altro lato un candore quasi infantile, che lascia spesso intravedere una vena di poesia surreale e malinconica. Nel 1976 viene invitato al Premio Tenco che contribuirà in modo notevole alla sua affermazione e a cui parteciperà anche nel 1977, 1979, 1981 e 1986.

### Provocazioni con Giuseppe Bertolucci
Il personaggio di Cioni Mario suscita anche grande scandalo e molti interventi censori, nel programma satirico di Rai 2 Onda libera (il cui titolo originale avrebbe dovuto essere Televacca) e in Vita da Cioni, approdando infine al cinema nel 1977 nel film, diretto e sceneggiato dallo stesso Giuseppe Bertolucci, Berlinguer ti voglio bene, che ne asseconda l'estrema mobilità e la loquacità incontenibile. La pellicola attraversa numerose traversie, prima di affermarsi presso una parte di pubblico e critica come un film di culto. I censori dell'epoca avversano la pellicola, impedendone la diffusione in molte sale. Benigni non trova un forte supporto, neppure presso la critica specializzata, che non si schiera con lui.

Roberto Benigni prende in braccio Enrico Berlinguer nel famoso incontro del 16 giugno 1983

L'immagine del primo Benigni si forma dunque come personaggio scomodo e ribelle, di nicchia, osteggiato da una parte e amato dall'altra, imprevedibile e sempre capace di provocare sorpresa e, a volte, choc. Simpatizzante del Partito Comunista Italiano, il 16 giugno 1983 apparve a una manifestazione della FGCI a Roma, dove prese in braccio e dondolò il leader Enrico Berlinguer. Fu un fatto senza precedenti; all'epoca i politici italiani erano noti per la loro seriosità e formalità, e Berlinguer era forse il più serio di tutti. L'evento segnò una svolta, dopo la quale i politici sperimentarono nuovi modi, frequentando anche manifestazioni meno formali e in generale modificando lo stile della loro vita pubblica verso un'apparenza più familiare.

Roberto Benigni al Festival di Sanremo 1980 mentre premia il vincitore Toto Cutugno, affiancato da Olimpia Carlisi

Durante il Festival di Sanremo 1980, di cui è presentatore, scandalizza il pubblico inscenando un bacio appassionato, in diretta televisiva, con la conduttrice Olimpia Carlisi, ma soprattutto fa storia il suo epiteto Wojtilaccio per apostrofare bonariamente il nuovo pontefice, Papa Giovanni Paolo II. In seguito compare ancora in televisione, come ospite in spettacoli condotti da Pippo Baudo e Raffaella Carrà.
Con Bertolucci collaborerà ancora nel 1983 a un'antologia di spettacoli tenuti dal comico nelle piazze e nei teatri di tutta Italia, Tuttobenigni, replicata poi in videocassetta nel 1996 con Tuttobenigni 1995/96. È sempre tramite Bertolucci che Benigni entra in contatto con lo sceneggiatore Vincenzo Cerami, col quale affronterà la fase più matura della carriera.

### I primi successi e la televisione
Dopo una comparsata nello sceneggiato Sorelle Materassi nel 1972 (sua prima esperienza di attore in assoluto) e dopo il successo di Onda Libera, prende parte alla miniserie televisiva Ma che cos'è questo amore? (1979) per la regia di Ugo Gregoretti.
Ma è soprattutto a teatro che appassiona il pubblico, specie con il one-man show Tuttobenigni nel quale è protagonista assoluto delle sue varie macchiette; il successo porta Benigni a riproporre lo spettacolo nel 1983 e poi nuovamente nel 1989. Nel 1977 è di nuovo sul piccolo schermo col programma Del resto, fu un'estate meravigliosa. Mentre prosegue l'attività cinematografica in ruoli di secondo piano, tranne nel ruolo da protagonista di un bizzarro maestro elementare nel film Chiedo asilo di Marco Ferreri, nel 1978 partecipa al programma televisivo di Renzo Arbore L'altra domenica, nelle vesti di uno stralunato e improbabile critico cinematografico. Questa nuova forma di comicità attirò l'interesse della critica, che negli anni a venire verrà spaccata in due tra cui la giudicherà come una forma d'ironia rivoluzionaria e divertente e chi invece la considera scandalosa e inappropriata.
La collaborazione con Arbore continua con altri due film: Il pap'occhio del 1980 (nel ruolo di se stesso) e "FF.SS." - Cioè: "...che mi hai portato a fare sopra a Posillipo se non mi vuoi più bene?" del 1983. Nel primo si raccontano le vicende legate all'apertura di un immaginario Centro Televisivo Vaticano; il secondo è un viaggio goliardico nei vizi dell'Italia degli anni 1980 compiuto da una donna delle pulizie, raccontato in una fantomatica sceneggiatura volata via dallo studio di Federico Fellini. Il primo diventa un cult del cinema italiano e sbaraglia tutti i record al botteghino, mentre il secondo non ottiene il successo sperato.
I due film si attirano i fulmini censori e le ire del maestro riminese, che tenterà un'azione legale contro il regista. Soprattutto nella prima pellicola, Benigni è letteralmente scatenato: memorabili le scene sul balcone papale, dove si affaccia al posto del Pontefice, e il monologo con l'affresco del Giudizio Universale, dapprima tagliato dalla censura e poi riproposto integralmente nel 1998 alla pubblicazione in videocassetta.

### L'esordio alla regia e l'incontro con Troisi
(Non ci resta che piangere)
Nel 1983 ha inizio la sua carriera di regista cinematografico con Tu mi turbi, film in quattro episodi dove ha ancora modo di mostrare la sua incontenibile verve nella famosa scena della guardia al Milite Ignoto. Il film viene apprezzato da pubblico e critica; quest'ultima però accoglie tiepidamente la sua prova dietro la macchina da presa.

Roberto Benigni con Massimo Troisi sul set di Non ci resta che piangere (1984)

Grandissimo successo al botteghino e di cassetta lo ottiene poi, nel 1984, Non ci resta che piangere, da lui scritto, diretto e interpretato assieme a Massimo Troisi, pieno di gag e tormentoni entrati nel linguaggio comune e divenuti immortali. I due comici, grandi amici, simili per l'uso personale della parola e della mimica e per il ricorso al rispettivo dialetto (toscano e napoletano), ma anche profondamente diversi per l'appartenenza a due universi culturali tra loro assai distanti, appaiono come complementari in questo film, che restò il loro unico recitato in coppia.
L'idea iniziale era quella di due uomini che si innamorano della stessa donna, ma questa risultò enormemente banale sia ai protagonisti sia a Giuseppe Bertolucci, anch'egli sceneggiatore della pellicola, e decisero quindi di cambiare rotta. Furono impiegate nove settimane di lavorazione, e alla sua uscita il film raccolse ben cinque miliardi di lire solo al primo weekend di programmazione, sorpassando di gran lunga i fenomeni del momento Indiana Jones e il tempio maledetto e Rombo di tuono. I critici lodarono il lavoro svolto dai due protagonisti, definendoli i nuovi Totò e Peppino De Filippo. Complessivamente il film incassò 15 miliardi di lire, piazzandosi nella top ten dei migliori incassi della stagione, superando altre commedie di successo come I due carabinieri di Carlo Verdone e Lui è peggio di me di Enrico Oldoini.
Sbarcato per la prima volta negli Stati Uniti d'America, recita in tre film diretti dall'amico Jim Jarmusch: Daunbailò (Down by law) del 1986, nella serie di cortometraggi Coffee and Cigarettes del 1987, ampliata e riproposta nel 2004, dove si cimenta col mondo cupo e soffocante dell'emarginazione nelle metropoli statunitensi, e in Taxisti di notte del 1991, film a episodi nel quale recita, in una Roma spenta e desolata, la parte di un tassista toscano che causa involontariamente la morte di un prete con una scabrosa confessione. Pellicole diventate "cult" per molti cinefili, in tutte e tre partecipa – ora come attore ora come autore della colonna sonora – Tom Waits, di cui Benigni diventerà molto amico. Ruolo più brillante, invece, quello che affronta con Blake Edwards nel 1993, nel nuovo film della serie della Pantera Rosa intitolato Il figlio della Pantera Rosa, dove gli viene affidata la parte di Jacques Gambrelli, il figlio dell'ispettore Clouseau, l'indimenticabile Peter Sellers.

### Le commedie di successo e la prova con Fellini
(Federico Fellini)

Roberto Benigni nel film Johnny Stecchino (1991)

Nel 1988 incomincia una proficua collaborazione con lo scrittore e sceneggiatore Vincenzo Cerami in quattro pellicole da lui anche prodotte per la sua Melampo Cinematografica, fondata insieme a Nicoletta Braschi nel 1991, che ottengono uno straordinario successo di pubblico: nella prima, Il piccolo diavolo (1988), recita al fianco di Walter Matthau nei panni di un diavoletto inviato sulla terra per scoprire il mondo; nella seconda, Johnny Stecchino (1991), si sdoppia in due personaggi e nella terza, Il mostro (1994), allude certamente al famigerato mostro di Firenze per i delitti del quale in quegli anni si stava celebrando il processo. In questi film mette a tacere la sua vena più aggressiva e popolana per concentrarsi, sempre con lo strumento comico dell'equivoco, su tematiche scottanti e attuali come appunto il mostro di Firenze e il fenomeno del pentitismo mafioso.
Tutte queste pellicole ottengono un successo inaspettato al botteghino. Nel dettaglio, Il piccolo diavolo incassa oltre 40 miliardi di lire all'epoca della sua uscita, record bissato poi dal successivo Johnny Stecchino che arriva a quota 42 miliardi; quest'ultimo rimarrà peraltro uno dei suoi film più ricordati, e celebre rimane la frase del pentito Johnny (interpretato appunto da Benigni) rivolta al suo sosia: Nun me somigghia pe' niente. In questo film Benigni affronta il fenomeno del pentitismo mafioso, che all'epoca non fu però accolto in maniera totalmente favorevole dalla critica a causa della sua scottante attualità, anche se verrà poi rivalutato negli anni a venire. Nel 1994 con Il mostro Benigni batte sé stesso: il film si piazza al 1º posto della stagione cinematografica, davanti a successi come Il re leone e Forrest Gump, con circa 35 miliardi di lire, e a oggi si trova al 62º posto nella lista dei film di maggiore incasso in Italia.

Roberto Benigni assieme a Federico Fellini e Paolo Villaggio (1990)

Nel 1990 ha invece l'occasione di recitare in un film diretto da Federico Fellini, La voce della Luna, tratto dal libro Il poema dei lunatici di Ermanno Cavazzoni, accanto a Paolo Villaggio, nel quale l'attore rinuncia per la prima volta al vernacolo per tratteggiare un personaggio lunare e inquieto, tutto teso ad ascoltare voci misteriose provenienti da un pozzo. La scelta di scritturare i due popolari comici viene così sintetizzata dal maestro riminese: «Benigni e Villaggio sono due ricchezze ignorate e trascurate. Ignorarne il potenziale mi sembra una delle tante colpe che si possono imputare ai nostri produttori». La pellicola «è una sorta di invocazione al silenzio contro il frastuono della vita contemporanea»; ambientata in un contesto rurale e notturno, l'opera si pone «come un elogio della follia e una satira sulla volgarità dell'odierna civiltà berlusconiana». Presentato fuori concorso al Festival di Cannes, il film vide il prodigarsi di registi come Woody Allen e Martin Scorsese per essere distribuito anche negli Stati Uniti. L'anno seguente recita nella fiaba musicale di Sergej Prokof'ev Pierino e il lupo, sotto la direzione del prestigioso direttore d'orchestra Claudio Abbado.
In questo periodo, fino alla metà degli anni 1990, rimangono celebri anche le sue numerose ospitate televisive, in programmi di varietà come Fantastico dove inscena numerosi sketch totalmente improvvisati con Pippo Baudo e Raffaella Carrà, e anche di attualità come Il Fatto condotto da Enzo Biagi. Tale apparizioni creano però dei contrasti tra i mass media italiani, tra chi le giudica divertenti e chi invece le ritiene grottesche ed esagerate.

### La vita è bella
(La vita è bella)

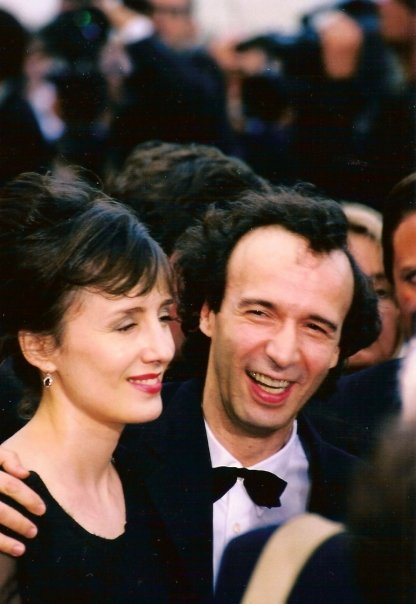
Roberto Benigni con Nicoletta Braschi al Festival di Cannes 1998

Nel 1997 raggiunge la notorietà internazionale con l'acclamato film La vita è bella, che racconta la tragedia dell'olocausto in una declinazione differente da quella sino ad allora comunemente utilizzata (per esempio in Schindler's List - La lista di Schindler di Steven Spielberg, di poco precedente). Benigni, figlio di un ex-deportato (Luigi Benigni fu deportato durante la guerra in un campo di lavoro nazista, e il film si basa in parte sulle sue esperienze), ha difeso la scelta di trattare tale tema con approccio diverso; la sceneggiatura mira ad accentuare la drammaticità e la commozione di alcune scene, proprio grazie al contrasto tra tragedia e commedia. Il film esorcizza la tragedia ponendo l'accento sull'effetto che essa può avere su un bambino. Nella pellicola è proprio il padre, impersonato dall'attore toscano, a salvare il destino e l'animo del figlio.
Le riprese cominciano nel novembre 1996 e si concludono nell'aprile del 1997, con un costo complessivo di circa 15 miliardi di lire. Il film è girato principalmente ad Arezzo, città natale di Benigni, che ha rivelato di aver avuto più di un'esitazione durante la lavorazione della pellicola, soprattutto per il fatto di affrontare un argomento così delicato in forma parzialmente ironica come era nel suo stile, ed è proprio quest'ultima caratteristica a lasciare perplessa la critica prima dell'uscita del film.
Per promuovere il film Benigni è ospite anche in numerose trasmissioni televisive d'oltreoceano, di cui la più celebre rimane quella al David Letterman Show, intervista in cui il comico inscenò anche diversi sketch col conduttore David Letterman, riguardo alla sua parlata in uno stentato inglese. La pellicola supera ogni aspettativa al botteghino italiano, ottenendo oltre 31 milioni di euro e risultando così il secondo film di maggior incasso in Italia, subito dietro a Titanic di James Cameron.
Il 10 gennaio 1999, papa Giovanni Paolo II ha visto il film La vita è bella in una proiezione privata assieme a Roberto Benigni. Benigni ha dichiarato come, raccontando alla madre l'avvenimento, lei non gli abbia mai creduto.
Alla prima TV del 22 ottobre 2001 su Rai 1 la pellicola ottiene oltre 16 milioni di spettatori con il 53% di share, risultando ancora oggi il film più visto della televisione italiana al suo primo passaggio in TV. Fino al 2011 è stato il film italiano ad avere riscosso maggiori incassi al cinema in Italia.

### Gli Oscar e la fama internazionale
La vita è bella riceve sette candidature all'edizione dei Premi Oscar 1999, vincendone tre: Oscar al miglior film straniero, Oscar alla migliore colonna sonora per Nicola Piovani e Oscar al miglior attore per Benigni, il quale fu il quinto a vincerlo per una commedia e, insieme a Laurence Olivier, l'unico ad aver vinto tale premio in un film diretto da sé stesso. Fu anche il quarto artista nella storia a ricevere nello stesso anno le candidature come attore, regista e sceneggiatore, dopo Orson Welles, Woody Allen e Warren Beatty.
Al momento della consegna del premio al miglior film straniero da parte di Sophia Loren, annunciato dall'attrice con la frase "And the Oscar goes to… Roberto!", l'attore toscano balzò sui braccioli e gli schienali delle poltrone della sala e raggiunse il palco passando sopra le teste dei divi di Hollywood presenti, suscitando clamore e divertimento del pubblico americano, abituato alla formalità della notte degli Oscar. Proprio questa gag improvvisata e il discorso di ringraziamento in un inglese stentato lo resero particolarmente simpatico e apprezzato negli Stati Uniti. Nel suo discorso di accettazione, Benigni parlò dell'amore e dedicò il premio a sua moglie Nicoletta Braschi. Dopo aver ricevuto i premi, Benigni incontrò il Presidente della Repubblica Italiana Oscar Luigi Scalfaro e, stringendogli la mano, esclamò: "Ora ho l'Oscar nelle mie mani!". La vita è bella si aggiudicò numerosi altri premi: 5 Nastri d'argento, 9 David di Donatello e il prestigioso Grand Prix Speciale della Giuria al 51º Festival di Cannes, con uno scatenato Benigni che si distese ai piedi di un estasiato Martin Scorsese, presidente della giuria.
Subito dopo quel successo internazionale, scelse di comparire in un film per famiglie di produzione francese, Asterix & Obelix contro Cesare, dall'omonima serie a fumetti, diretto da Claude Zidi, accanto a Gérard Depardieu, a Christian Clavier e alla modella Laetitia Casta, interpretando Detritus, perfido consigliere di Giulio Cesare.

### Il controversoPinocchio
Nel 2001 cominciò la lavorazione di Pinocchio, annunciata nell'autunno 2000, uscito nelle sale italiane l'11 ottobre 2002, di cui firmò la regia, la sceneggiatura (con Vincenzo Cerami) e la produzione. Si trattò del film più costoso della storia del cinema italiano (45 milioni di euro). Benigni scelse di essere quanto più fedele al romanzo di Carlo Collodi, e infatti sono davvero poche le differenze riscontrabili tra il romanzo e il film.
In Italia il film vinse due David di Donatello (miglior scenografia e migliori costumi a Danilo Donati, morto meno di un anno prima dell'uscita) e un Nastro d'argento (miglior colonna sonora a Nicola Piovani), ma la critica non fu totalmente concorde nel considerarlo un'opera riuscita, denunciandone in particolare la mancanza di sentimento nell'interpretazione di alcuni personaggi. Al botteghino, comunque, il film ottenne risultati ottimi in Italia (circa 26,2 milioni di euro), mentre nel resto del mondo (e in particolare negli Stati Uniti) fu un fiasco, arrivando così a malapena a coprire i costi di produzione.
Negli Stati Uniti la pellicola fu duramente stroncata dalla critica: oltre a essere scartata per la candidatura all'Oscar come miglior film straniero, ricevette 6 candidature ai satirici Razzie Awards, vincendone uno per il peggior attore protagonista; il sito Rotten Tomatoes la inserirà poi nella lista dei peggiori film degli anni 2000. I giudizi negativi della critica statunitense, comunque, si focalizzarono in parte anche sul doppiaggio inglese: infatti, nonostante l'impiego voluto dalla Miramax delle voci di attori celebri come Glenn Close, Eric Idle e Jim Belushi, quell'edizione fu ritenuta irrispettosa dello spirito dell'opera, con particolari rilievi in merito alla voce del protagonista, affidata a Breckin Meyer e giudicata inappropriata anche per ragioni anagrafiche.
Benigni fu preso di mira da alcuni critici anche per non aver incluso sui manifesti il nome dell'autore di Pinocchio, Carlo Collodi. La risposta del comico fu: «Collodi è un'assenza che più presenza non si può, è come dire che la Bibbia è tratto dall'omonimo romanzo di Dio. Tutti al mondo sanno che Pinocchio è di Collodi».

### La tigre e la neve
Nel 2002 Benigni partecipò alla serata finale del Festival di Sanremo; il suo intervento fece registrare picchi di ascolti (pari all'80% di audience), ma fu anche duramente contestato da alcuni in quanto ritenuto politicamente fazioso nei confronti del governo Berlusconi allora in carica.
Nel 2004 produce, scrive e dirige il suo ottavo film, sempre a fianco della moglie Nicoletta Braschi, intitolato La tigre e la neve, uscito nelle sale il 14 ottobre 2005 distribuito da 01 Distribution. Si tratta della riproposizione di tematiche già presenti nel film La vita è bella: un uomo ilare e giocoso innamorato di una donna, nel contesto di una vicenda tragica (in questo caso, la guerra in Iraq). Nel film, con Benigni e la Braschi, appaiono l'attore francese Jean Reno e l'amico di sempre Tom Waits. Il film si rivela un discreto successo di pubblico in patria, ma viene accolto freddamente dalla critica nazionale e internazionale, oltre a rivelarsi un quasi fallimento al botteghino internazionale (25 milioni di dollari incassati, a fronte di un budget di circa 35 milioni).
Nel febbraio 2005 Benigni torna in televisione insieme a Renzo Arbore come ospite a sorpresa in un suo programma di grande successo, Speciale per me - Meno siamo, meglio stiamo!, dove recita un canto della Divina Commedia di Dante Alighieri.
Il 27 ottobre 2005 è ospite della trasmissione Rockpolitik, accanto ad Adriano Celentano e Luisa Ranieri, dove si esibisce in un monologo di tre quarti d'ora sulla libertà di espressione, riproponendo, in una versione personale e aggiornata all'attualità politica del momento, una celebre scenetta del film Totò, Peppino e la... malafemmina (in cui il Principe de Curtis dettava una strampalata lettera a Peppino), per concludere con citazioni su libertà e democrazia tratte da Voltaire e Socrate. La sua apparizione fa registrare il picco d'ascolti della puntata, con oltre 15 milioni di spettatori, sfiorando il 50% di share.

### Ritorno a teatro conTutto Dante

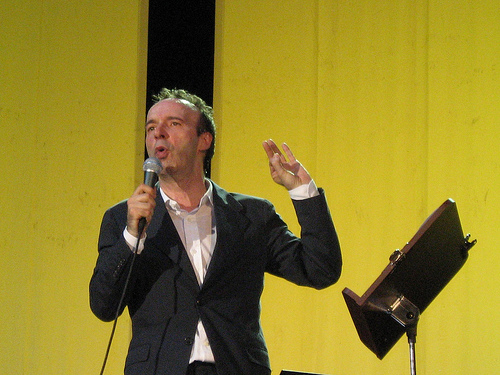
Benigni in Tutto Dante a Padova nel 2008

Un rapporto particolare lega l'attore toscano con la Divina Commedia e Dante: tiene letture sull'argomento in diverse università ed è molto apprezzato per le sue recitazioni a memoria di interi canti del poema (particolarmente degna di nota quella dell'ultimo canto del Paradiso avvenuta il 23 dicembre 2002 nel teatro di posa degli Umbria Studios a Terni, alla presenza di un folto pubblico televisivo), ispirate dalla tecnica della poesia estemporanea, una forma d'arte popolare in Toscana.
A partire dal 27 luglio 2006, in piazza Santa Croce a Firenze, Benigni ha tenuto un ciclo di letture dantesche, leggendo e commentando tredici canti, uno per sera. I canti prescelti sono stati i primi dieci, il XXVI e il XXXIII dell'Inferno e il XXXIII del Paradiso. Dal successivo novembre Benigni ha poi portato in giro per l'Italia le sue letture dantesche, in un tour chiamato Tutto Dante. Nel corso del 2007 lo spettacolo è stato proposto in alcune carceri italiane.
Ispirato al tour Tutto Dante, la Rai ha prodotto uno spettacolo, che vede protagonista lo stesso Benigni, diviso in una prima serata evento e altre dodici seconde serate. Il 29 novembre 2007 è andata in onda su Rai 1 la prima puntata della serie, in cui Benigni ha letto 14 canti della Divina Commedia, preceduti da una sua personale spiegazione. La prima puntata è stata seguita da 10 076 000 telespettatori. Il programma è proseguito per 13 puntate in seconda serata su Rai Uno a partire dal 6 dicembre; dal dicembre 2008, lo spettacolo è stato proposto in diverse città d'Europa, negli Stati Uniti, in Canada e in America del Sud, per poi concludersi definitivamente il 6 settembre 2009 all'Arena di Verona.
Il 5 ottobre 2008 Benigni ha letto un brano della Genesi (capitoli 4 e 5) durante la maratona televisiva promossa dalla RAI La Bibbia giorno e notte.

### Sanremo 2009 e 2011 e il tour mondiale diTutto Dante
(Roberto Benigni, Festival di Sanremo 2011)
Dopo sette anni, Roberto Benigni torna per la terza volta al Festival di Sanremo, nell'edizione 2009, nonostante varie polemiche riguardo agli esorbitanti compensi elargiti all'attore toscano. Tuttavia la partecipazione di Benigni al festival sorprende tutti, per l'ennesima volta: durante il suo monologo il comico dà sfogo a tutta la sua satira, prendendo di mira, tra gli altri, ancora una volta Silvio Berlusconi e la cantante in gara Iva Zanicchi, la quale si risentirà molto dell'intervento di Benigni, reputandolo la causa della sua eliminazione dal concorso canoro. Alla fine della sua esibizione, in merito alle polemiche innescate dalla canzone di Povia in gara al festival e inerente al tema dell'omosessualità, il comico toscano recita a memoria una lettera scritta da Oscar Wilde al suo compagno, scritta durante la prigionia a seguito della condanna per omosessualità.
Il 7 marzo 2009, Benigni ha inaugurato a Parigi il tour che ha portato la Divina Commedia in giro per il mondo. Lo spettacolo è stato un grande debutto: Benigni esordisce annunciando che «è la prima volta che sono in scena all'estero, così dal vivo». Il Grand Rex rende omaggio all'attore toscano con una prolungata ovazione alla fine dello spettacolo che ha entusiasmato i circa 3000 presenti. In seguito lo spettacolo è stato rappresentato a Bruxelles, Londra, molte città della Germania e della Svizzera, per concludersi nel mese di giugno con varie date negli Stati Uniti, Canada, Buenos Aires e Madrid.
A due anni di distanza dall'ultima apparizione al Festival, il 17 febbraio 2011, in occasione della terza serata del Festival di Sanremo 2011 dedicata al 150º anniversario dell'Unità d'Italia, Roberto Benigni si presenta all'Ariston cavalcando un cavallo bianco e venendo accolto dal pubblico alzatosi in piedi per celebrarlo, intrattenendolo per più di 50 minuti (che gli hanno fatto raggiungere picchi di ascolti vertiginosi, con uno share del 60%), narrando la storia dell'Unità d'Italia, del Canto degli Italiani e della bandiera italiana (durante l'esegesi dell'Inno degli italiani, Benigni afferma che la bandiera italiana nacque da un'ispirazione di Giuseppe Mazzini da alcuni versi della Divina Commedia, precisamente i vv. 31-33 del XXX canto del Purgatorio). Chiude cantando da solo, senza accompagnamento, l'Inno nazionale italiano, a cui segue una lunga ovazione del pubblico dell'Ariston.
Dopo aver assistito al discorso, il Presidente della Repubblica Giorgio Napolitano propone di proiettare il video nelle scuole e, commentando il discorso dell'attore toscano, gli scrive una lettera di apprezzamento: «Ha saputo esprimere agli italiani il sentimento dell'identità nazionale usando i simboli della nazione, la bandiera, l'inno e la storia».
Dopo alcuni mesi torna per parlare dei referendum sempre con la sua immancabile ironia e fa da testimone riguardo alla cittadinanza onoraria conferita allo scrittore Umberto Eco.

### Ritorno al cinema conTo Rome with Love
Sempre nel 2011 torna al cinema come attore nel nuovo film di Woody Allen, To Rome with Love, insieme a Penélope Cruz, girato nei mesi di luglio e agosto 2011 a Roma.
Nel dicembre 2011, a seguito della performance di Roberto Benigni durante lo show televisivo Il più grande spettacolo dopo il weekend condotto da Rosario Fiorello, l'assessore comunale di Reggio Calabria, Luigi Tuccio (PdL), ha definito su Facebook l'artista toscano con i termini: "ebreo, comunista, miliardario". Vi sono state molte proteste e sono state richieste le dimissioni di Tuccio. Benigni, incontrando Ivan Tripodi (PdCI), il politico di Reggio Calabria che ha fatto esplodere il caso di antisemitismo di Tuccio, ha affermato che, pur non appartenendo alla comunità ebraica, la definizione di “ebreo” lo “inorgoglisce profondamente”. Tuccio ha chiesto scusa allo stesso Benigni e alle comunità ebraiche, riferendo di non aver alcun proposito offensivo né antisemita.

### Tutto Dante2012 eLa più bella del mondo

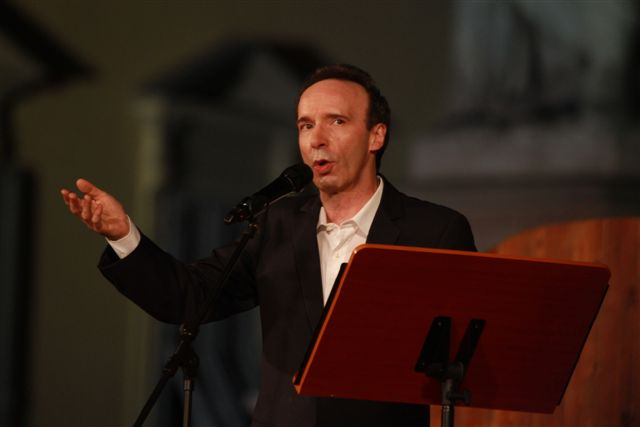
Roberto Benigni recita Dante a Firenze nel luglio 2012

Il 15 giugno 2012 Benigni ha ricevuto la cittadinanza onoraria dal sindaco di Firenze Matteo Renzi; è stato poi presente alla camera ardente del regista Giuseppe Bertolucci, suo grande amico e collega. È tornato dopo 6 anni in piazza Santa Croce con Tutto Dante riportando la lettura della Divina Commedia.
Nel luglio 2012 viene divulgata la notizia che i nuovi dirigenti Rai fossero interessati a trasmettere una serata-evento su Rai 1 con protagonista il comico toscano. L'ipotesi sembra farsi sempre più concreta nel mese di ottobre, fino a quando il 22 ottobre 2012 è lo stesso Benigni, in un'intervista concessa al TG1, a rivelare che lo show si intitolerà La più bella del mondo e sarà dedicato interamente alla Costituzione italiana, mentre qualche giorno dopo la RAI comunica che il costo della serata e il cachet dell'attore non saranno rivelati. La serata va in onda il 17 dicembre 2012, e rappresenta il ritorno su Rai 1 di Benigni dopo 10 anni da L'ultimo del Paradiso.
All'inizio dello spettacolo Benigni, come sua abitudine, fa alcune battute su Silvio Berlusconi, in merito alla sua sesta candidatura alle elezioni politiche dal 1994 dal comico definita "assurda", e sul Presidente del Consiglio Mario Monti, prendendone di mira la serietà in politica e i numerosi tagli alla spesa pubblica e riguardo all'IMU. Dopo aver brevemente narrato la storia d'Italia, l'attore introduce gli articoli della Costituzione Italiana, menzionando anche alcuni politici del passato che hanno contribuito alla realizzazione di tali principi. Servendosi di un leggio sul quale è posta la Costituzione, Benigni legge a uno a uno tutti i primi 12 articoli, esaltando di ciascuno la bellezza e lodandola; il comico toscano mette quasi completamente da parte la sua satira per cercare di dare quanta più enfasi possibile alla descrizione degli articoli, cercando di attrarre emotivamente il pubblico.
Non tralascia di fare paragoni con la situazione attuale dell'Italia; Benigni critica il governo corrente, le cui riforme impediscono alla stragrande maggioranza dei lavoratori di svolgere il proprio lavoro e sono perennemente in contrasto con i principi elencati nella costituzione, dichiarando: «Se non c'è il lavoro, crolla tutto: la repubblica e la democrazia, che sono il corpo e l'anima delle nostre istituzioni». In seguito il discorso di Benigni si sposta sull'uguaglianza tra gli uomini (di razza, di genere, di religione), e fa un altro paragone con il governo corrente dicendo: «Mentre la legge vieta, ti trattiene, fa paura, la Costituzione spinge, ti protegge, ti vuole bene, è la nostra mamma, è tutto a favore. I dieci comandamenti sono tutti un no, la Costituzione è tutto un sì, è la legge del desiderio». Successivamente parla anche della condizione della donna nel mondo moderno, in riferimento ai femminicidi verificatisi al tempo in Italia.
Il messaggio che il comico cerca di far penetrare nella mente dei telespettatori è quello che i padri costituenti hanno scritto quest'opera guardando già verso il futuro, in parte destinata anche alle future generazioni affinché queste avessero i mezzi necessari per risorgere dalle ceneri e resistere qualora si fosse ripresentata una situazione come quella del dopoguerra. Benigni cerca di ricordare quella situazione successiva alla Seconda guerra mondiale, trasportando lo spettatore nel clima freddo ma pieno di speranza della situazione europea in quegli anni. Alla fine, Benigni chiude lo spettacolo intonando la canzone principale della colonna sonora del suo film La vita è bella, composta e suonata da Nicola Piovani. Nei minuti finali segue un lungo applauso al comico che, girando più volte sul palco rotondo dove si è tenuta la serata, rispolvera la sua verve comica ed esce tra un'enorme standing ovation del pubblico.
Lo spettacolo ottiene un boom d'ascolti record, oltre ogni rosea aspettativa: benché le previsioni della RAI fossero del 40% di share, il programma ha raccolto in media il 43,94 % di share e 12 620 000 telespettatori, oltre a molte critiche favorevoli dai principali quotidiani e da alcuni intellettuali del Paese. Il programma verrà inoltre replicato da Rai 5 qualche giorno dopo. Il 27 marzo 2013 lo spettacolo ha inoltre vinto il Premio Regia Televisiva come Evento straordinario tv dell'anno, consegnato a Benigni dal giornalista Vincenzo Mollica.

### Tutto Dante2013 eI dieci comandamenti
Ritornò in piazza Santa Croce di nuovo con Tutto Dante per 12 serate, riportando la lettura della Divina Commedia, concludendo con gli ultimi 12 canti dell'Inferno.
Il 13 ottobre 2014 in una conferenza stampa è stato annunciato il ritorno di Benigni su Rai 1 con uno spettacolo incentrato sui dieci comandamenti. In realtà voci di un ritorno di Benigni in RAI si avevano già dall'autunno 2013, ma si vanificarono a causa di altri impegni del comico toscano. Il direttore di rete Giancarlo Leone ha confermato che lo spettacolo si terrà entro dicembre.
Il 15 e 16 dicembre 2014 è così di nuovo in diretta sulla prima rete con lo spettacolo in due puntate I dieci comandamenti dedicato all'esegesi dei dieci comandamenti biblici contenuti nel libro dell'Esodo. Nella prima serata vengono analizzati i primi tre comandamenti, dedicati al rapporto tra uomo e Dio, nella seconda i restanti sette, che regolano il rapporto dell'uomo con il suo prossimo. Lo spettacolo ottiene un successo oltre ogni aspettativa: la prima puntata ha ottenuto 9 104 000 spettatori con il 33% di share, mentre la seconda è arrivata sino a 10 266 000 spettatori con il 38,32% di share. Il 16 dicembre, prima della diretta della seconda puntata del programma, papa Francesco ha telefonato privatamente a Roberto Benigni. È stato definito dal papa un grande artista. Il papa ha inoltre citato lo spettacolo durante l'omelia in occasione del Te Deum del 2014.
Dal 13 maggio al 29 luglio 2015 va in onda in seconda serata su Rai 1 di nuovo Tutto Dante dove Benigni recita i canti conclusivi dell'inferno. Il 25 maggio 2015 gli viene consegnato da Daniele Piombi nuovamente il Premio Regia televisiva per l'evento straordinario tv dell'anno con I dieci comandamenti. Lo spettacolo viene poi replicato in un'unica serata, sempre su Rai 1, il 25 dicembre 2015.
Raggiunto a Camogli e incontrato da Dino Giarrusso per Le Iene in un'intervista trasmessa nella puntata del 4 ottobre 2016, Benigni si è pronunciato in favore del "Sì" al referendum costituzionale del 4 dicembre sulla riforma Renzi-Boschi, giudicandolo "indispensabile" per il bene degli italiani ma al contempo ammettendo la presenza di punti da rivedere all'interno della riforma, e paragonando sfavorevolmente un'eventuale vittoria del "No" (poi effettivamente verificatasi) all'esito della Brexit, l'uscita del Regno Unito dall'Unione europea (sancita da referendum del 23 giugno).
Nel 2016 prende parte al docufilm La voce di Fantozzi, diretto da Mario Sesti e presentato al Festival di Venezia nel settembre del 2017. Nell'occasione espone un appassionato monologo in omaggio all'attore e collega Paolo Villaggio con cui, anni prima, aveva lavorato nell'ultimo film di Fellini, La voce della Luna.

### 2018: il ritorno al cinema
Il 13 maggio 2018 Benigni è tornato al Festival di Cannes dopo vent'anni dall'ultima partecipazione: il comico nell'occasione ha aperto il red carpet di Lazzaro felice diretto da Alice Rohrwacher, che segna il ritorno al cinema della moglie Nicoletta Braschi 13 anni dopo La tigre e la neve, per poi consegnare il Prix d'interprétation masculine a Marcello Fonte per il film Dogman.
Il 26 ottobre 2018, dopo sei anni di assenza, viene annunciato il ritorno di Roberto Benigni sul grande schermo: ricoprirà il ruolo di Geppetto nel nuovo adattamento di Pinocchio diretto da Matteo Garrone. Le riprese del film hanno avuto luogo nel 2019 tra Lazio, Toscana e Puglia; il film è un co-produzione italo–francese tra Archimede con Rai Cinema e Le Pacte. Dell'assunzione di Benigni, ha parlato l'amministratore delegato di Rai Cinema Paolo Del Brocco che ha detto: «La scelta di Roberto Benigni ci sembra uno dei colpi di genio di Garrone, e il fatto che Benigni abbia accettato di interpretare Geppetto è un regalo che ci riserverà delle meravigliose sorprese. La Rai contribuisce a portare nuovamente al cinema un artista tra i più amati in Italia e all'estero come Roberto Benigni, e questo ci riempie di gioia.» Dal canto suo Benigni ha detto: «Un grande personaggio, una grande favola, un grande regista: fare Geppetto diretto da Matteo Garrone è una delle forme della felicità». A proposito dell'ingresso nel cast di Benigni, Matteo Garrone ha rivelato:
(Matteo Garrone)

### Gli anni 2020

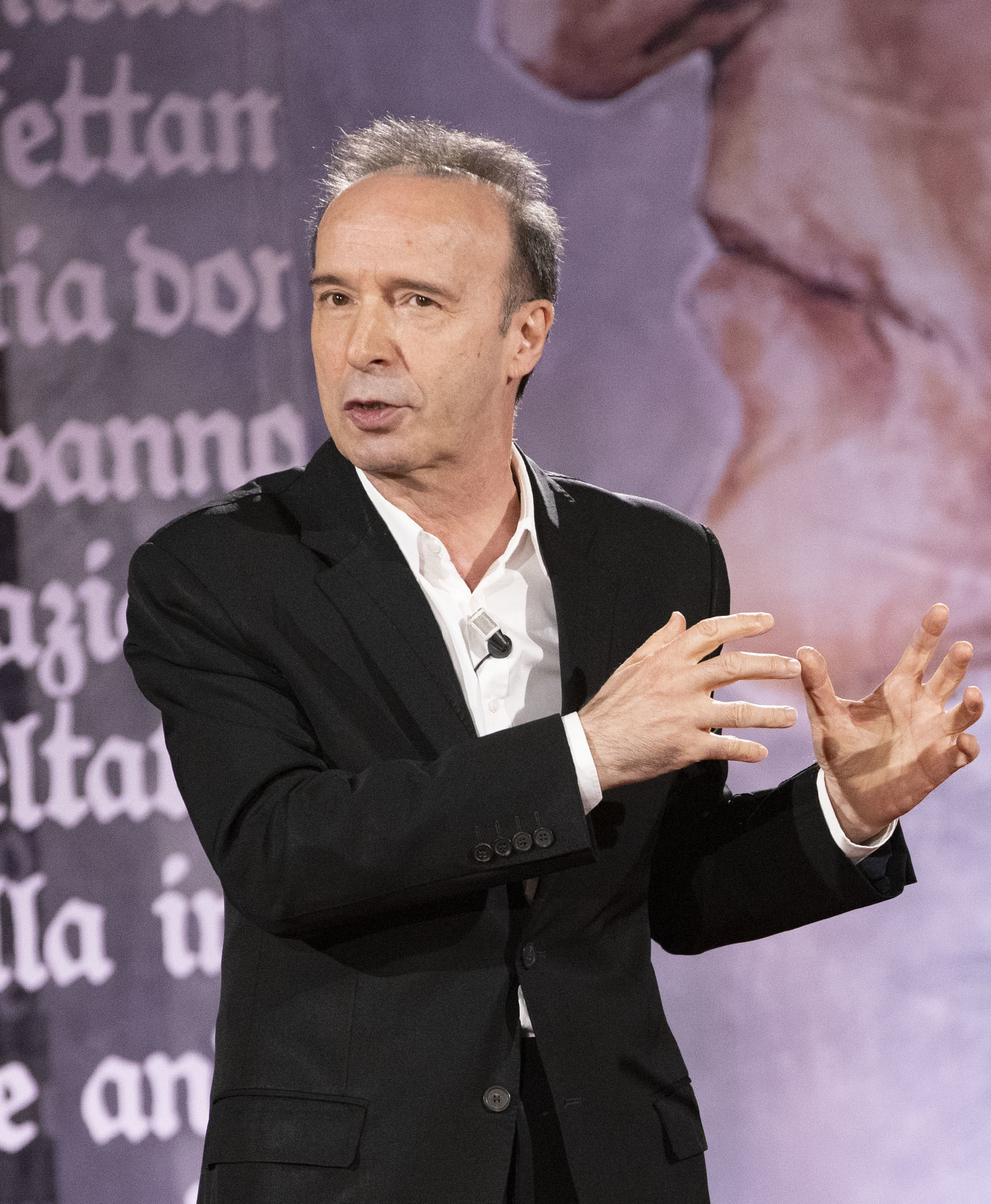
Roberto Benigni nel 2021

Ha preso parte alla terza serata del Festival di Sanremo 2020, dando una sua interpretazione di un passo del Cantico dei cantici.
Nel 2021 è stato insignito del Leone d'oro alla carriera nel corso della 78ª Mostra internazionale d'arte cinematografica di Venezia.
Nel 2022 ha introdotto Papa Francesco e il racconto dei Vangeli, trasmesso su Rai 1 in prima serata di domenica 17 aprile (Pasqua). Nel dicembre dello stesso anno è andato in onda sul servizio di streaming Paramount+ con un programma da lui ideato, in cui ha letto e commentato il Cantico delle creature di san Francesco d'Assisi, di cui ha presentato in dono una copia anticipata incontrando il pontefice.
Ha preso parte alla prima serata del Festival di Sanremo 2023, omaggiando la Costituzione italiana in occasione del 75º anniversario della sua entrata in vigore.
Benigni ha partecipato alla quarta serata del Festival di Sanremo 2025, sua settima partecipazione all'evento. In tale occasione ha annunciato che avrebbe portato un nuovo monologo su Rai 1, che si scopre essere Il sogno, dedicato all'Unione europea.

## Progetti incompiuti
Nel 1982 viene scelto da Carlo Vanzina insieme a Diego Abatantuono, Carlo Verdone e Massimo Troisi per interpretare Eccezzziunale... veramente, ma tutti gli attori scelti rifiutarono, tranne Abatantuono.
Nel 1989 viene chiamato a recitare in Mortacci, ma rifiuta il ruolo a causa di proposte bocciate continuamente dal regista; al suo posto suo fu scelto Sergio Rubini.
Dopo il successo de La vita è bella, alcuni registi statunitensi gli hanno proposto dei ruoli in vari film, di cui non si conoscono i titoli, ma ha rifiutato, mentre ne accettò uno all'inizio del 2000, quello propostogli da Francis Ford Coppola, che decise di assegnargli il ruolo di Geppetto in un suo film su Pinocchio, ma il progetto non venne realizzato a causa del fallimento della casa cinematografica di Coppola.
Nel giugno 2013 Benigni ha annunciato di voler realizzare un film sulla Divina Commedia, da lui più volte portata sul piccolo schermo e in teatro in numerosi spettacoli.
Dan Brown ha rivelato nell'estate 2013 di voler Benigni nel cast dell'adattamento del suo libro Inferno. Il comico ha risposto dicendo di voler incontrare Brown e di essere interessato al libro: in seguito, tuttavia, non si è avuta nessuna notizia del suo coinvolgimento nel progetto.
Durante la presentazione de I dieci comandamenti, nell'ottobre 2014, Benigni ha rivelato di stare scrivendo il soggetto di un nuovo film, del quale ha rivelato solo che non avrebbe trattato temi religiosi. Nel 2016 alla Festa del Cinema di Roma Benigni, ospite della manifestazione, ha rivelato di voler fare un film «di un'allegria sfrenata», e di volere con sé Tom Hanks nel cast, il quale aveva espresso interesse a recitare in un film con lui.
Sempre nello stesso periodo Terrence Malick ha rivelato di volere Benigni in un suo biopic su San Pietro nella parte del diavolo, dopo averlo conosciuto ai Premi Oscar nel 1999.
Nel 2018 Matteo Garrone ha rivelato di aver proposto a Benigni il ruolo di protagonista nel film Dogman, ruolo andato a Marcello Fonte dopo il rifiuto del comico.

## Benigni imprenditore
Con la moglie possiede la Melampo Cinematografica, casa di produzione cinematografica fondata nel 1991, attraverso la quale passano anche i vari contratti con la RAI e che ha chiuso l'esercizio 2013 con un utile di 2 741 828 euro (più del doppio dell'esercizio precedente). La Tentacoli Edizioni Musicali detiene i diritti delle colonne sonore dei suoi film. Benigni possiede inoltre una società immobiliare, 21 case, 20 terreni, una villa a La Maddalena e la Sicura S.r.l. di Cesena che vende latte in polvere per neonati e che ha fatturato 1 500 000 euro (dati riferiti al 2013).
L'attività imprenditoriale della coppia è legata anche agli studi cinematografici Umbria Studios (già Spitfire), un complesso di fabbriche dismesse situato presso Papigno (frazione di Terni), dove nel 1997 fu ricreato il lager del film La vita è bella; inoltre negli studios sono stati girati altri due film di Benigni, Pinocchio e La tigre e la neve. Nel 2005 Cinecittà Studios, allora gestita dalla IGE di Luigi Abete, Aurelio De Laurentiis e Andrea Della Valle, rilevò gli studi di Papigno, facendosi carico dei debiti accumulati dalla precedente gestione della Melampo (circa 5 000 000 di euro).

## Nella cultura di massa
- Nel film con Lino Banfi, Vieni avanti cretino (1982) mentre il protagonista lavora al bar, porta il caffè al cliente (sosia di Benigni, l'attore toscano Mireno Scali) e gli chiede: «Scusi lei è toscheno?»... «Ah, lei è quello che parla male del Papa?», chiaramente riferendosi a Il pap'occhio (1980), al che lui risponde «Ci mancherebbe altro».
- L'asteroide 21662 Benigni, scoperto nel 1999, è stato così intitolato in suo onore.

## Teatro

### Attore
- Il re nudo di Evgenij L'vovič Švarc diretto da Paolo Magelli (1971)
- I burosauri di Silvano Ambrogi diretto da Donato Sannini (1972)
- Le fiabe del Basile di Vilda Ciurlo (1972)
- Il giudice Bacacay diretto da Donato Sannini (1973)
- La contessa e il cavolfiore di Mario Moretti e Lucia Poli, diretto da Donato Sannini (1973)
- Bertoldo azzurro scritto e diretto da Marco Messeri (1973)
- Le metamorfosi di Ovidio diretto da Lucia Poli (1974)
- La corte delle stalle di Franz Kroetz diretto da Donato Sannini (1974)
- La festa scritto e diretto da Lucia Poli (1974)
- Mi voglio rovinare di Marco Messeri (1974)
- Il mito della caverna da Platone diretto da Donato Sannini (1975)
- Cioni Mario di Gaspare fu Giulia di Roberto Benigni e Giuseppe Bertolucci (1976)
- Crazy Freud di Donato Sannini (1977)
- Tuttobenigni '80-81 di Roberto Benigni (1980-1981)
- Tuttobenigni '83 di Roberto Benigni (1983)
- Tuttobenigni '89 di Roberto Benigni (1989)
- Pierino e il Lupo insieme a Claudio Abbado (1990)
- Tuttobenigni 95/96 di Roberto Benigni (1995-1996)
- Tutto Dante piazza Santa Croce Firenze (2006, 2012, 2013)
- Tutto Dante tour italiano (2006-2007)
- Pierino e il Lupo insieme a Claudio Abbado (2008)
- Tutto Dante tour mondiale (2008-2009)

## Filmografia

Roberto Benigni con Paolo Villaggio nel film La voce della Luna (1990)

### Attore

#### Cinema
- Berlinguer ti voglio bene, regia di Giuseppe Bertolucci (1977)
- Letti selvaggi, regia di Luigi Zampa, episodio Una mamma (1979)
- I giorni cantati, regia di Paolo Pietrangeli (1979)
- La luna, regia di Bernardo Bertolucci (1979)
- Chiaro di donna (Clair de femme), regia di Costa-Gavras (1979)
- Chiedo asilo, regia di Marco Ferreri (1979)
- Il Pap'occhio, regia di Renzo Arbore (1980) - nel ruolo di se stesso
- Il minestrone, regia di Sergio Citti (1981)
- Tu mi turbi, regia di Roberto Benigni (1983)
- "FF.SS." - Cioè: "...che mi hai portato a fare sopra a Posillipo se non mi vuoi più bene?", regia di Renzo Arbore (1983)
- Non ci resta che piangere, regia di Roberto Benigni e Massimo Troisi (1984)
- Tuttobenigni, regia di Giuseppe Bertolucci (1986)
- Coffee and Cigarettes, regia di Jim Jarmusch (1986) – cortometraggio
- Daunbailò (Down by Law), regia di Jim Jarmusch (1986)
- Il piccolo diavolo, regia di Roberto Benigni (1988)
- La voce della Luna, regia di Federico Fellini (1990)
- Taxisti di notte (Night on Earth), regia di Jim Jarmusch, episodio Roma (1991)
- Johnny Stecchino, regia di Roberto Benigni (1991)
- Il figlio della Pantera Rosa (Son of the Pink Panther), regia di Blake Edwards (1993)
- Il mostro, regia di Roberto Benigni (1994)
- La vita è bella, regia di Roberto Benigni (1997)
- Asterix & Obelix contro Cesare (Asterix et Obelix contre Cesar), regia di Claude Zidi (1999)
- Pinocchio, regia di Roberto Benigni (2002)
- Coffee and Cigarettes, regia di Jim Jarmusch, episodio Strano conoscersi (2003)
- Caterina va in città, regia di Paolo Virzì (2003) – cameo nel ruolo di se stesso
- La tigre e la neve, regia di Roberto Benigni (2005)
- To Rome with Love, regia di Woody Allen (2012)
- Pinocchio, regia di Matteo Garrone (2019)

#### Televisione
- Sorelle Materassi, regia di Mario Ferrero – sceneggiato TV (1972) – non accreditato
- Del resto, fu un'estate meravigliosa, regia di Luciano Michetti Ricci (1977)
- Il comizio, regia di Paolo Brunatto (1978)
- Il parolaio, regia di Marco Melani (1978)
- Ladra di sogni, regia di Fiorella Infascelli (1978)
- Ma che cos'è questo amore, regia di Ugo Gregoretti – sceneggiato TV (1979)
- Morto Troisi, viva Troisi!, regia di Massimo Troisi – Film TV (1982)
- L'uovo mondo nello spazio, regia di Ettore Desideri, Francesca Pardini (1982)

#### Documentari
- Cinématon #801, regia di Gérard Courant – film muto (1986)

### Regista
- Tu mi turbi (1983)
- L'addio a Enrico Berlinguer (1984) – documentario (registi vari)
- Non ci resta che piangere (1984) – con Massimo Troisi
- Il piccolo diavolo (1988)
- Johnny Stecchino (1991)
- Il mostro (1994)
- La vita è bella (1997)
- Pinocchio (2002)
- La tigre e la neve (2005)

### Sceneggiatore
- Berlinguer ti voglio bene, regia di Giuseppe Bertolucci (1977)
- Chiedo asilo, regia di Marco Ferreri (1979)
- Tuttobenigni, regia di Giuseppe Bertolucci (1983)
- Tu mi turbi, regia di Roberto Benigni (1983)
- Non ci resta che piangere, regia di Roberto Benigni e Massimo Troisi (1984)
- Coffee and Cigarettes, regia di Jim Jarmusch (1986)
- Il piccolo diavolo, regia di Roberto Benigni (1988)
- Johnny Stecchino, regia di Roberto Benigni (1991)
- Il mostro, regia di Roberto Benigni (1994)
- La vita è bella, regia di Roberto Benigni (1997)
- Pinocchio, regia di Roberto Benigni (2002)
- La tigre e la neve, regia di Roberto Benigni (2005)

### Film documentario
- Fellini, sono un gran bugiardo (2002) regia di Damian Pettigrew
- Memorie, ma non solo... (2008) regia di Paolo Brunatto

## Televisione

### Programmi
- Onda libera (Rete 2, 1976-1977)
- L'altra domenica (Rete 2, 1978-1979)
- Vita da Cioni (Rete 2, 1978)
- Festival di Sanremo (Rete 1, 1980)
- Dante: Inferno e Paradiso – Roberto Benigni recita la Divina Commedia (Tele+, 2001)
- L'Ultimo del Paradiso (Rai 1, 2002)
- Il Quinto dell'Inferno (Rai 1, 2007)
- Tutto Dante (Rai 1, 2007-2008)
- La più bella del mondo (Rai 1, 2012)
- I dieci comandamenti (Rai 1, 2014)
- Francesco – Il cantico (Paramount+, 2022)
- Il sogno (Rai 1, 2025)

### Apparizioni
- 15 marzo 1977 – Automobili – Rete due
- 21 dicembre 1977 – Del resto fu un'estate meravigliosa – Rete due
- 9 marzo 1978 – Cantautori a Sanremo – Rete due
- 25 giugno 1978 – All'arca! All'arca! – Rete due
- 4 giugno 1979 – TG2 – Rete due
- 29 giugno 1980 – Ieri e Oggi – Rete due
- 25 dicembre 1980 – TG2 – Rete due
- 6 dicembre 1981 – Telepatria international ovvero: niente paura... siamo italiani – Rete due
- 31 dicembre 1981 – 3-2-1... ed è '82 – Reti Rai unificate
- 13 gennaio 1982 – Tencottantuno – Rete due
- 18 aprile 1982 – Blitz – Rete due
- 5 febbraio 1983 – Festival di Sanremo – Rete uno
- 9 febbraio 1983 – Mixer – Rete due
- 20 febbraio 1983 – Domenica in – Rete uno
- 27 febbraio 1983 – Blitz – Rete due
- 6 maggio 1983 – Azzurro 1983 – Rete due
- 27 giugno 1983 – TG1 speciale elezioni '83 – Rete uno
- giugno 1984 – Serata d'onore – Raiuno
- 8 dicembre 1984 – Prisma – Raiuno
- 15 dicembre 1984 – Fantastico 5 – Raiuno
- 9 novembre 1985 – Fantastico 6 – Raiuno
- 13 novembre 1985 – Première – Italia 1
- 17 novembre 1985 – Drive In – Italia 1
- 30 gennaio 1986 – Buonasera Raffaella – Raiuno
- 23 febbraio 1986 – Domenica in – Raiuno
- 13 dicembre 1986 – Fantastico 7 – Raiuno
- 31 dicembre 1986 – Premiatissima 1987 – Canale 5/Italia 1/Rete 4
- 1º maggio 1987 – Pronto, chi gioca? – Raiuno
- 5 maggio 1987 – Gran Premio Internazionale della TV – Canale 5
- 25 giugno 1987 – III Festival Nazionale delle Orchestre – Raiuno
- 1º ottobre 1988 – Fantastico 9 – Raiuno
- 5 novembre 1988 – Magazine 3 – Raitre
- 30 dicembre 1989 – Fantastico 10 – Raiuno
- 10 novembre 1990 – Prisma – Raiuno
- 19 ottobre 1991 – Fantastico 12 – Raiuno
- 14 dicembre 1991 – Prisma – Raiuno
- 30 maggio 1993 – Babele – Raitre
- 19 dicembre 1993 – Ciak – Canale 5
- 22 dicembre 1993 – La tombola di Sanremo – Raiuno
- 31 dicembre 1993 – Speciale TG1 – Raiuno
- 21 ottobre 1994 – Ciak – Italia 1
- 25 ottobre 1994 – Numero uno – Raiuno
- 1º novembre 1994 – Target – Raiuno
- 19 gennaio 1995 – Ciak – Italia 1
- 4 febbraio 1996 – TG1 – Raiuno
- 3-4 aprile 1996 – Il Fatto – Raiuno
- 5 aprile 1996 – Storie – Raidue
- 9 giugno 1996 – Il mondo di Troisi – Raidue
- 2 ottobre 1996 – Acrostici & Sorbini - Gradara Ludens – Raidue
- 10 dicembre 1997 – Il Fatto – Raiuno
- 18 dicembre 1997 – TG1 – Raiuno
- 15 aprile 1999 – Striscia la notizia – Canale 5
- 10 maggio 2001 – Il Fatto – Raiuno
- 9 marzo 2002 – Festival di Sanremo – Raiuno
- 12 febbraio 2003 – Striscia la notizia – Canale 5
- 14 aprile 2004 – David di Donatello – Raiuno
- 26 febbraio 2005 – Speciale per me – Raiuno
- 27 ottobre 2005 – Rockpolitik – Raiuno
- 21 febbraio 2006 – Il senso della vita – Canale 5
- 13 novembre 2006 – Domenica in–Ieri, oggi e domani – Raiuno
- 23 gennaio 2007 – Striscia la notizia – Canale 5
- 10 dicembre 2008 – La storia siamo noi – Raidue
- 25 dicembre 2008 – Pierino e il Lupo – Raiuno
- 17 febbraio 2009 – Festival di Sanremo – Raiuno
- 25 marzo 2010 – Raiperunanotte –[88]
- 8 novembre 2010 – Vieni via con me – Rai 3
- 24 gennaio 2011 – Striscia la notizia – Canale 5
- 17 febbraio 2011 – Festival di Sanremo – Rai 1
- 18 giugno 2011 – Tutti in piedi – Current
- 5 dicembre 2011 – Il più grande spettacolo dopo il weekend – Rai 1
- 13 aprile 2012 – TG5 – Canale 5 (in coppia con Woody Allen)
- 15 aprile 2012 – Che tempo che fa – Rai 3
- 26 giugno 2012 – Ballarò – Rai 3
- 11 giugno 2013 – David di Donatello – Rai 1
- 27 giugno 2013 – TG1 videochat Rai 1
- 9 giugno 2014 – TG1
- 16 settembre 2014 – Ballarò – Rai 3
- 13 dicembre 2014 – TG1
- 2 giugno 2016 – La più bella del mondo – Rai 1
- 27 marzo 2017 – David di Donatello – Sky Cinema Uno HD
- 28 marzo 2019 – David di Donatello – Rai 1
- 6 febbraio 2020 – Festival di Sanremo – Rai 1
- 25 marzo 2021 – Dantedì – Rai 1
- 29 giugno 2022 – Una pezza di Lundini – Rai 2
- 7 febbraio 2023 – Festival di Sanremo – Rai 1
- 14 febbraio 2025 – Festival di Sanremo – Rai 1

## Musica

### Canzoni
- Vogliamo un mondo più migliore (1972)
- Zappa, zappa contadino (1972)
- È morto mio padre (1972)
- I due bambini (1972)
- Sono finito in manicomio (1972)
- La processione (1972)
- Che cagne le donne (1972)
- La puttana (1972)
- Il deputato (1972)
- Playboy (1972)
- Lo statale (1972)
- La marcia degli incazzati (1975)
- L'inno del corpo sciolto (1979, ripresa nel 2011 in Il più grande spettacolo dopo il weekend)
- Pantheon (1980)
- Mi piace la moglie di Paolo Conte (1981)
- Quando penso a Berlusconi (1995)
- È tutto mio (1995)
- Quanto t'ho amato (1995)
- Le proprietà di Berlusconi (2010 a Vieni via con me, edizione aggiornata di È tutto mio del 1995)
- La vita è bella (2012 a La più bella del mondo)[89]

## Discografia

### Album
- 1972 – Il cabaret di Roberto Benigni
- 1976 – Antologia
- 1980 – Benigni
- 1984 – Musicando
- 1996 – Canzoni del tour 95/96
- 2002 – Quanto t'ho amato

### Raccolte
- 1995 – Roberto Benigni
- 2006 – In compagnia di Roberto Benigni

### Singoli
- 1976 – La marcia degli incazzati/La storia di Carlo (Cetra, SP 1622)
- 1979 – L'inno del corpo sciolto/Playboy (Philips, 6025234)
- 1980 – Pantheon/Paese (Philips, 6025248)
- 1983 – Via con me/Le chic et le charme (RCA Original Cast, BB 6656) (seconda canzone cantata da Paolo Conte)
- 2002 – Sanremo 2002 (Virgin Records, 724354645723)

### Partecipazioni fuori gara al Festival di Sanremo
- 1980: Pantheon
- 1983: Via con me
- 2002: Quanto t'ho amato

## Libri
- Non ci resta che piangere, con Massimo Troisi, Milano, A. Mondadori, 1984.
- Johnny Stecchino, con Vincenzo Cerami, Roma-Napoli, Theoria, 1991. ISBN 88-241-0250-6
- Tuttobenigni-Berlinguer ti voglio bene-Cioni Mario di Gaspare fu Giulia, con Giuseppe Bertolucci, Roma-Napoli, Theoria, 1992. ISBN 88-241-0295-6
- Quando Benigni ruppe il video. I primi testi televisivi di Roberto Benigni, Torino, Nuova ERI, 1992. ISBN 88-397-0659-3
- Il mostro, con Vincenzo Cerami, Milano, Longanesi, 1994. ISBN 88-304-1236-8
- E l'alluce fu. Monologhi & gag, Torino, Einaudi, 1996. ISBN 88-06-14184-8
- La vita è bella, con Vincenzo Cerami, Torino, Einaudi, 1998. ISBN 88-06-14741-2
- Io un po' Pinocchio. Roberto Benigni racconta il suo film tra le pagine del romanzo di Collodi, Firenze, Giunti, 2002. ISBN 88-09-02677-2
- La tigre e la neve, con Vincenzo Cerami, Torino, Einaudi, 2006. ISBN 88-06-18419-9
- Il mio Dante, Torino, Einaudi, 2008. ISBN 978-88-06-19503-8
- Il sogno. L'Europa s'è desta!, con Michele Ballerin e Stefano Andreoli, Torino, Einaudi, 2025. ISBN 978-88-06-27085-8

## Riconoscimenti
- Premio Oscar
  - 1999 – Candidatura al miglior regista per La vita è bella
  - 1999 – Candidatura alla miglior sceneggiatura originale per La vita è bella
  - 1999 – Miglior attore protagonista per La vita è bella
- David di Donatello
  - 1983 – Candidatura al miglior regista esordiente per Tu mi turbi
  - 1989 – Miglior attore protagonista per Il piccolo diavolo
  - 1992 – David speciale della giuria per Johnny Stecchino
  - 1998 – Miglior film per La vita è bella
  - 1998 – Miglior regista per La vita è bella
  - 1998 – Miglior sceneggiatura originale per La vita è bella
  - 1998 – Miglior attore protagonista per La vita è bella
  - 1998 – David Scuola per La vita è bella
  - 2003 – Candidatura al miglior attore protagonista per Pinocchio
  - 2017 – David speciale alla carriera
  - 2020 – Candidatura al miglior attore non protagonista per Pinocchio
- Premio BAFTA
  - 1999 – Candidatura alla miglior sceneggiatura originale per La vita è bella
  - 1999 – Miglior attore protagonista per La vita è bella
- Ciak d'oro[90]
  - 1989 – Miglior attore protagonista per Il piccolo diavolo
  - 1992 – Miglior attore protagonista per Johnny Stecchino
  - 1998 – Miglior attore protagonista per La vita è bella
  - 2020 – Miglior attore non protagonista per Pinocchio[91]
- Festival di Cannes
  - 1998 – Candidatura alla Palma d'oro per La vita è bella
  - 1998 – Grand Prix Speciale della Giuria per La vita è bella
- Globo d'oro
  - 1995 – Miglior attore protagonista per Il mostro
  - 1998 – Miglior film per La vita è bella
  - 1998 – Miglior sceneggiatura per La vita è bella
  - 1998 – Miglior attore protagonista per La vita è bella
  - 2006 – Candidatura al miglior film per La tigre e la neve
  - 2016 – Globo d'oro alla carriera
- Nastro d'argento
  - 1983 – Candidatura al miglior regista esordiente per Tu mi turbi
  - 1987 – Miglior attore protagonista per Daunbailò
  - 1989 – Candidatura al regista del miglior film per Il piccolo diavolo
  - 1989 – Candidatura al miglior attore protagonista per Il piccolo diavolo
  - 1992 – Candidatura alla miglior sceneggiatura per Johnny Stecchino
  - 1992 – Miglior attore protagonista per Johnny Stecchino
  - 1998 – Regista del miglior film per La vita è bella
  - 1998 – Miglior soggetto per La vita è bella
  - 1998 – Miglior sceneggiatura per La vita è bella
  - 1998 – Miglior attore protagonista per La vita è bella
  - 2006 – Miglior soggetto per La tigre e la neve
  - 2006 – Candidatura al miglior attore protagonista per La tigre e la neve
  - 2020 – Miglior attore non protagonista per Pinocchio
- Premio César
  - 1999 – Miglior film straniero per La vita è bella
  - 2008 – Premio César onorario
- Mostra internazionale d'arte cinematografica
  - 2021 – Leone d'oro alla carriera

### Altri riconoscimenti
- 1992 – Cittadino onorario di Cesena
- 1999 – Premio Flaiano per la sceneggiatura per La vita è bella
- 2001 – Premio Vittorio De Sica
- 2002 – Uomo per la pace
- 2003 – Premio Regia Televisiva - Oscar speciale per L'ultimo del Paradiso
- 2009 – Premio internazionale «Galileo 2000, per la cultura nell'arte»
- 2009 – Cittadino onorario di Buenos Aires
- 2010 – Premio internazionale Mario Luzi Sezione Benemeriti della Repubblica
- 2012 – Cittadino onorario di Firenze
- 2016 – Premio Comunicazione 2016 – Festival della Comunicazione di Genova Camogli
- 2018 – Premio Arte, Scienza e Pace